# Bertram
Bertram je mužské křestní jméno německého původu. Je odvozené se staroněmeckých slov beraht "zářící", "jasný", a raban "havran". Vykládá se jako „zářící havran“. Havran byl pták Wodana, krále Bohů v germánské mytologii.

Podle maďarského kalendáře má svátek 23. ledna. Podle starších kalendářů slaví svátek 31. května.
Normané toto jméno přivezli do Anglie. William Shakespeare ho použil ve svojí hře Dobrý konec vše napraví (1603).

## Bertram vjiných jazycích
- slovensky, německy, maďarsky, polsky, anglicky: Bertram
- francouzsky: Bertrand (zkráceně Bert)
- italsky: Bertrando
- španělsky: Bertrán

## Známí nositelé jména
- Bertram (biskup) – metský biskup († 1212)
- Mistr Bertram – německý malíř období gotiky
- Bertrando (alternativně Bertrand a Bertino) – francouzský kardinál († 1216)
- Bertrand Auerbach – francouzský geograf a historik
- Bertrand Barère de Vieuzac – francouzský politik a novinář, člen Národního konventu za Francouzské revoluce
- Bertram Brockhouse – kanadský fyzik, nositel Nobelovy ceny
- Bertran de Born – francouzský rytíř, okcitánský trubadúr
- Bertrand de Goth – občanské jméno papeže Klementa V.
- Bertrand Delanoë – francouzský politik, starosta Paříže
- Bertrand Piccard – švýcarský psychiatr a vzduchoplavec
- Bertrand Russell – britský matematik, filosof, logik a spisovatel, nositel Nobelovy ceny za literaturu za rok 1950
- Bertram Stevens – australský politik

## Příjmení
- Alexandre Bertrand – francouzský archeolog
- Alexandre Jacques Francois Bertrand – francouzský fyzik
- Aloysius Bertrand – francouzský básník
- Antoine de Bertrand – francouzský skladatel
- Emile Bertrand – francouzský mineralog
- Gabriel Bertrand – francouzský biochemik a bakteriolog
- Gustave Bertrand – francouzský důstojník zpravodajské služby
- Guy Bertrand – frankokanadský lingvista a moderátor rádia a televize
- Guy Bertrand – profesor na universitě v Riverside a karbanový specialista
- Guy Bertrand – frankokanadský právník a politický aktivista
- Henri Gratien Bertrand – francouzský generál první říše
- Henri Bertrand – francouzský entomolog
- Jean-Michel Bertrand – francouzský politik
- John Bertrand – australský jachtař
- Joseph Bertrand (1822–1900) – francouzský matematik
- Joseph Louis Francois Bertrand – francouzský matematik
- Julie Winnefred Bertrand (1891–2007) – jedna z nejstarších uznaných žen žijících dlouho na světě
- Léon Bertrand – francouzský politik
- Marcel Alexandre Bertrand – francouzský geolog
- Marcheline Bertrand – frankokanadská herečka a matka Angeliny Jolie
- Paul Bertrand – francouzský botanik
- Plastic Bertrand (* 1958) – belgický zpěvák a skladatel
- Robert Bertrand – kanadský politik
- Ryan Bertrand – britský fotbalista
- Xavier Bertrand – francouzský politik
- Yann Arthus-Bertrand (* 1946) – francouzský fotograf
- Yans-Arthur Bertrand – francouzský fotograf
- Yves Bertrand – francouzský důstojník zpravodajské služby

## Podobný výraz
- Řebříček bertrám (bertrám obecný, Achillea ptarmica) – léčivá rostlina z čeledi hvězdnicovitých